# Marie-Christine Warnant
Pour les articles homonymes, voir Warnant (homonymie).
Marie-Christine Warnant, née à Waremme le 30 novembre 1965 est une femme politique belge, membre du Mouvement réformateur, ancienne député wallonne, elle exerce la profession de comptable.

## Carrière politique
- 2019- : Première échevine de la commune  d'Oreye

- 2018-2019 : Députée au parlement wallon au parlement de la Communauté française de Belgique.

- 2014-2019  : Conseillère communale à Oreye